# Jules Joire
Jules Joire (Roubaix, 29 août 1914 - Mort pour la France à Toula le 18 mars 1944) est un militaire français, Compagnon de la Libération à titre posthume par décret du 28 mai 1945. Aviateur s'illustrant lors de la bataille de France, il rallie ensuite la France libre. Prisonnier du régime de Vichy et de l'Espagne franquiste, il rejoint à nouveau les Forces aériennes françaises libres avec lesquelles il combat en URSS lorsqu'il meurt dans un vol d'entraînement.

## Biographie

### Avant-guerre
Né le 29 août 1914 à Roubaix (Nord), Jules Joire commence son service militaire en octobre 1934 à l'école de pilotage d'Istres. Après avoir obtenu un brevet de pilote, il est affecté au groupe de chasse 1/4 en décembre 1935. À la fin de son service en octobre 1936, il travaille dans une banque mais effectue parallèlement des missions volontaires au groupe aérien d'observation de Lille.

### Seconde guerre mondiale
Jules Joire est mobilisé en août 1939 et retrouve le groupe de chasse 1/4 à Reims où il est sergent à la 1re escadrille. Du 10 au 22 mai 1940 il participe à la bataille de France où, aux commandes d'un Curtiss P-36 Hawk, il réalise 80 missions au-dessus de la France, de la Belgique et des Pays-Bas, remportant 6 victoires aériennes. Blessé au combat le 25 mai dans le ciel de Beauvais, il est évacué sur Argentan puis sur Douarnenez où il apprend la nouvelle de l'armistice.
Entendant l'Appel du général de Gaulle, il s'embarque le 18 juin à destination de l'Angleterre qu'il atteint le 22. Aussitôt engagé dans les Forces aériennes françaises libres, il effectue un stage en Operational Training Unit à Sutton Bridge puis est affecté au Groupe mixte de combat no 1 sous les ordres du lieutenant-colonel de Marmier.
Embarqué à bord du HMS Ark Royal, il participe à l'expédition de Dakar avec pour mission de convaincre les aviateurs vichystes de rallier la France libre. Il atterrit sur la base de Dakar en compagnie de Jacques Soufflet et Fred Scamaroni à bord d'un Caudron Luciole mais les trois hommes ne parviennent pas à faire changer de camp leurs compatriotes et sont faits prisonniers. Rapatrié en France, il bénéficie d'un non-lieu, est libéré en janvier 1941 et essaye dès lors de rejoindre à nouveau la France libre.
Tentant de gagner l'Afrique du Nord en passant par l'Espagne en janvier 1943, il est arrêté par les franquistes et est incarcéré plusieurs mois à la prison de Pampelune. Une fois libéré, il retente sa chance et parvient cette fois jusqu'à Gibraltar d'où il gagne l'Algérie le 14 mai 1943. Volontaire pour le Groupe de chasse Normandie, il est envoyé en URSS en octobre 1943 et affecté à la 2e escadrille du groupe.
Promu sous-lieutenant le 25 février 1944, l'information n'arrive en URSS que le 18 mars 1944. Il s'envole le même jour pour un vol d'entraînement au-dessus de Toula. Lors du vol, il est victime d'une collision avec l'un de ses compatriotes, l'aspirant Maurice Bourdieu. Réussissant à sauter, il est cependant rattrapé par son avion qui le sépare de son parachute et il périt dans l'accident, ainsi que l'aspirant. D'abord inhumé à Toula puis à Moscou, son corps est rapatrié en avril 1953 et enterré au cimetière militaire de Tourcoing.

## Décorations
|  |  |  |
|  |  |  |

| Chevalier de la Légion d'Honneur                 | Chevalier de la Légion d'Honneur                 | Compagnon de la Libération     | Compagnon de la Libération     | Croix de Guerre 1939-1945 | Croix de Guerre 1939-1945 |
| Médaille de la Résistance française Avec rosette | Médaille de la Résistance française Avec rosette | Médaille des blessés de guerre | Médaille des blessés de guerre | Médaille des évadés       | Médaille des évadés       |

## Hommages
Une rue de Tourcoing a été baptisée en son honneur.